# Amudarià
L'Amudarià (rus: Амударья, Amudarià; tadjik: Омударё o дарёи Ому, Omudarió o darioi Omu; persa: آمودریا, Amudarià; uzbek: Amudaryo; en turcman: Amyderýa) és un riu de l'Àsia central, conegut antigament com a Oxus. Darià en persa vol dir ‘mar’ o ‘riu llarg’. Sota els sassànides, el riu es deia Weh-rodh o Beh-rodh; els àrabs el van anomenar Jayhun (àrab: جيحون, Jayḥūn, del nom d'un dels rius del Paradís); els xinesos l'anomenaven Kui-shui, Wu-hu o Po-tsu. El nom actual ens ha arribat a través del rus, llengua de la potència colonial de la regió.
La regió, al nord del riu, és anomenada Transoxiana, o en àrab Ma warà an-Nahr.

## Noms

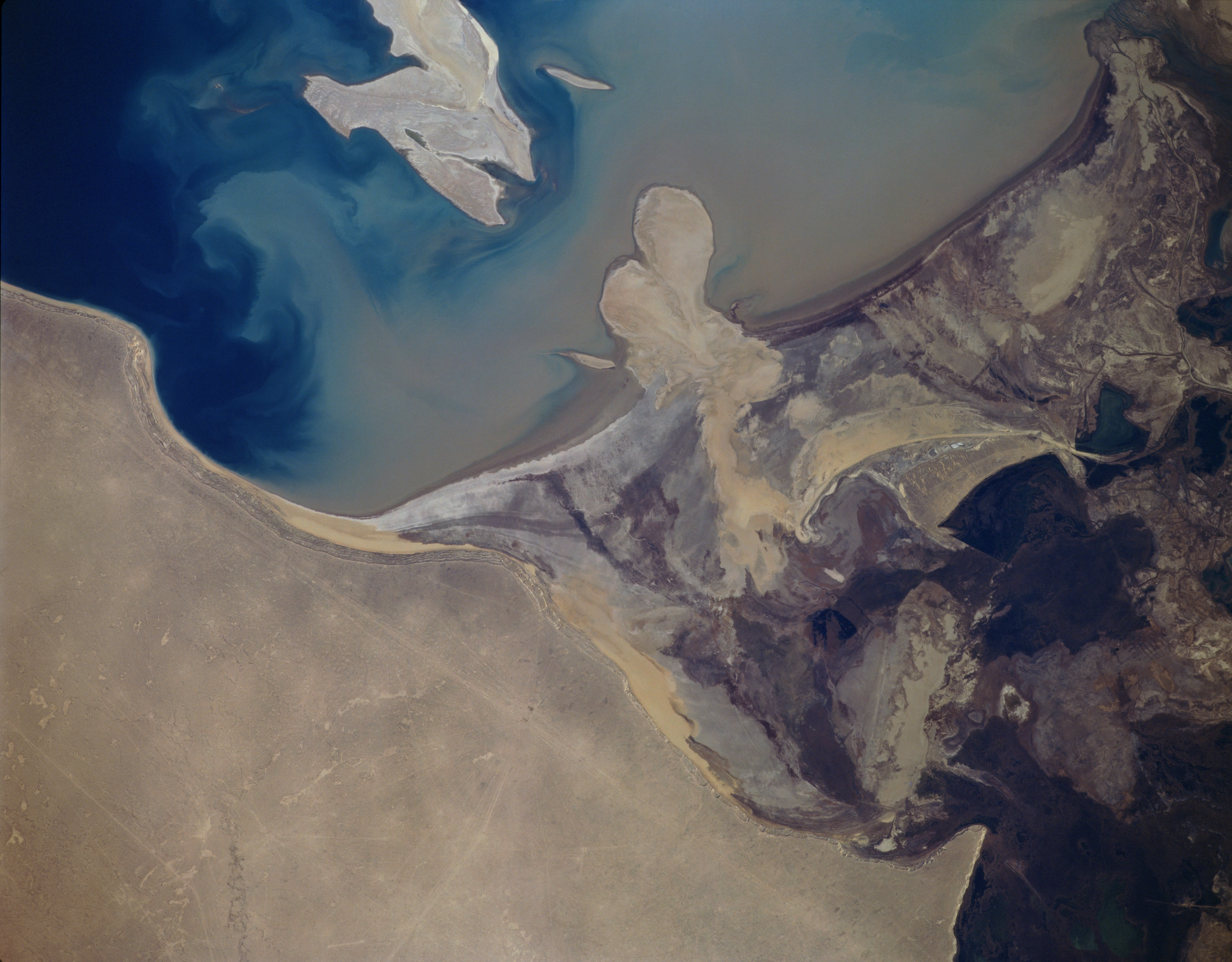
Delta de l'Amu Darya des de l'espai

A l'antiguitat clàssica, el riu era conegut com l’Ōxus en llatí i Ὦξος (Ôxos ) en grec — un clar derivat de Vakhx, el nom del major afluent del riu. En els textos sànscrits, el riu també es coneix com Vakṣu (वक्षु ). El Brahmanda Purana es refereix al riu com Chaksu que vol dir ull. Els textos avèstic també es refereixen al riu com a Yakhsha/Vakhsha (i Yakhsha Arta ('Yaksha superior') referint-se al riu bessó Sirdarià com Amudarià. A les fonts perses mitjanes de l'Imperi Sassànida, el riu es coneix com Wehrōd (lit. 'bon riu').
Es diu que el nom Amu prové de la ciutat medieval d'Āmul, (més tard, Chahar Joy/Charjunow, i ara coneguda com a Türkmenabat), al Turkmenistan modern, amb Darya la paraula persa per a llac. Les fonts àrabs i islàmiques medievals anomenen el riu Jayhoun (àrab: جَـيْـحُـوْن; també’ Jaihun, Jayhoon o Dzhaykhun) que deriva de  Gihon, el nom bíblic d'un dels quatre rius del Jardí de l'Edèn. El riu Amudarià passa per un dels deserts més alts del món.

### Com el riu Gozan
Els viatgers occidentals del segle xii van esmentar que un dels noms amb què es coneixia el riu a l'Afganistan era Gozan, i que aquest nom era utilitzat pels historiadors grecs, mongols, xinesos, perses, jueus i afganesos. Tanmateix, aquest nom ja no s'utilitza.
Hara (Bukharà) i al riu de Gozan (és a dir, l'Amu, anomenat Oxus pels europeus)...
el riu Gozan és el riu Balkh, és a dir, l'Oxus o l'Amudarià...
... i van ser portats a Halah (actual Balkh), i Habor (que és Pesh Habor o Peshawar), i Hara (que és Herat), i al riu Gozan (que és l'Ammoo, també anomenat Jehoon)...

## Descripció

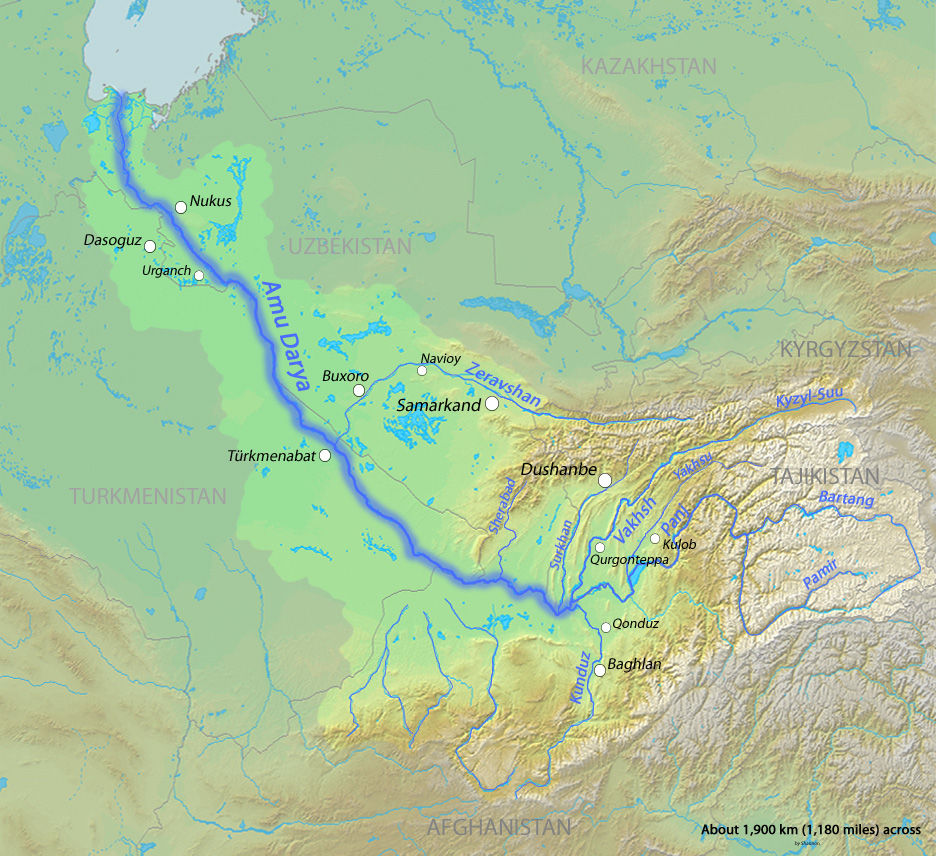
Mapa de la conca d'Amu Darya

La seva longitud és d'uns 2.494 km. El riu és navegable uns 1.450 km. La seva conca és de 534.739 km² i porta un cabal de 97,4 km³ d'aigua per any, que arriba de les muntanyes; les pluges són d'aproximadament 1.000 mm l'any; a causa de l'aprofitament per al reg, part del seu cabal no arriba a la mar d'Aral, on desemboca. El riu és navegable durant més de 1.450 km. Tota l'aigua prové de l'alta muntanya del sud on les precipitacions anuals poden superar 100 mm. Fins i tot abans que comencés el reg a gran escala, la gran evaporació estival va significar que no tota aquesta descàrrega arribava al mar d'Aral, encara que hi ha algunes evidències que les grans glaceres del Pamir van proporcionar prou aigua de desglaç perquè l'Aral es desbordés durant els segles XIII i XIV.
Des de finals del segle xii, hi ha hagut quatre reclamants diferents com a veritable font de l'Oxus:
- El riu Pamir, que emergeix del llac Zorkul (també conegut abans com a llac Victòria) a les muntanyes del Pamir (antiga muntanya Imeon), i flueix cap a l'oest fins a Qila-e Panja, on s'uneix al riu Wakhan per formar el riu Panj.

- El riu Sarhad o Petit Pamir que baixa pel Petit Pamir a l'Alt Wakhan

- El llac Chamaktin, que desemboca a l'est al riu Aksu, que al seu torn es converteix en els rius Murghab i després Murghab, i que finalment s'uneix al ramal de Panj Oxus 350 quilòmetres aigües avall a Roshan Vomar al Tadjikistan.

- Una cova de gel al final de la vall de Wakhjir, al corredor de Wakhan, a les muntanyes del Pamir, prop de la frontera amb Pakistan.

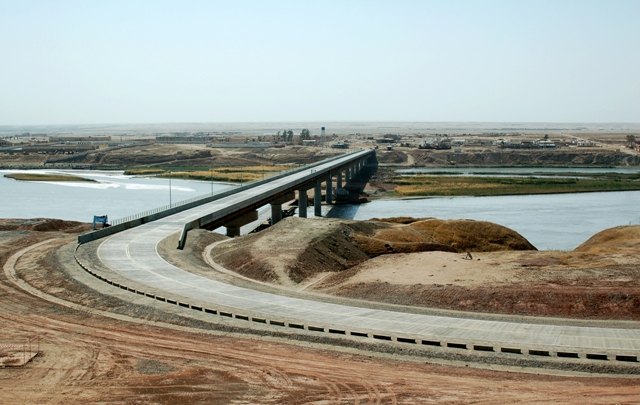
Pont Afganistan-Tadjikistan sobre el Darià

Una glacera es converteix en el riu Wakhan i s'uneix al riu Pamir uns 50 km aigües avall. L'expedició de Bill Colegrave a Wakhan el 2007 va trobar que els dos reclamants 2 i 3 tenien la mateixa font, el riu Chelab, que es bifurca a la conca hidrogràfica del Petit Pamir, mig desembocant al llac Chamaktin i l'altra meitat al rierol principal del Little Pamir/Sarhad. Per tant, el corrent Chelab es pot considerar correctament la font veritable o el flux principal de l'Oxus. El riu Panj forma la frontera de l'Afganistan i el Tadjikistan. Flueix cap a l'oest fins a Ishkashim, on gira cap al nord i després cap al nord-oest a través del Pamir passant pel pont de l'amistat entre el Tadjikistan i l'Afganistan. Posteriorment forma la frontera de l'Afganistan i l'Uzbekistan durant uns 200 km, passant Termez i el pont de l'amistat Afganistan-Uzbekistan. Delimita la frontera de l'Afganistan i Turkmenistan durant 100 km abans de desembocar a Turkmenistan a Kerkim. Travessa Turkmenistan de sud a nord, passant per Türkmenabat i forma la frontera amb Turkmenistan i Uzbekistan des de Halkabat. Aleshores, el complex hidràulic de Tuyamuyun el divideix en moltes vies fluvials que solien formar el delta fluvial que s'uneix al mar d'Aral, passant per Urganch, Daşoguz i altres ciutats, però ja no arriba al que queda del mar i es perd. L'ús de l'aigua de l'Amudarià per al regadiu ha estat un factor important que ha contribuït a la reducció del mar d'Aral des de finals de la Dècada del 1950. Els registres històrics afirmen que en diferents períodes, el riu desembocava al mar d'Aral (des del sud), al mar Caspi (des de l'est) o tots dos, semblant al Sirdarià (Jaxartes, en grec antic).

## Conca hidrogràfica

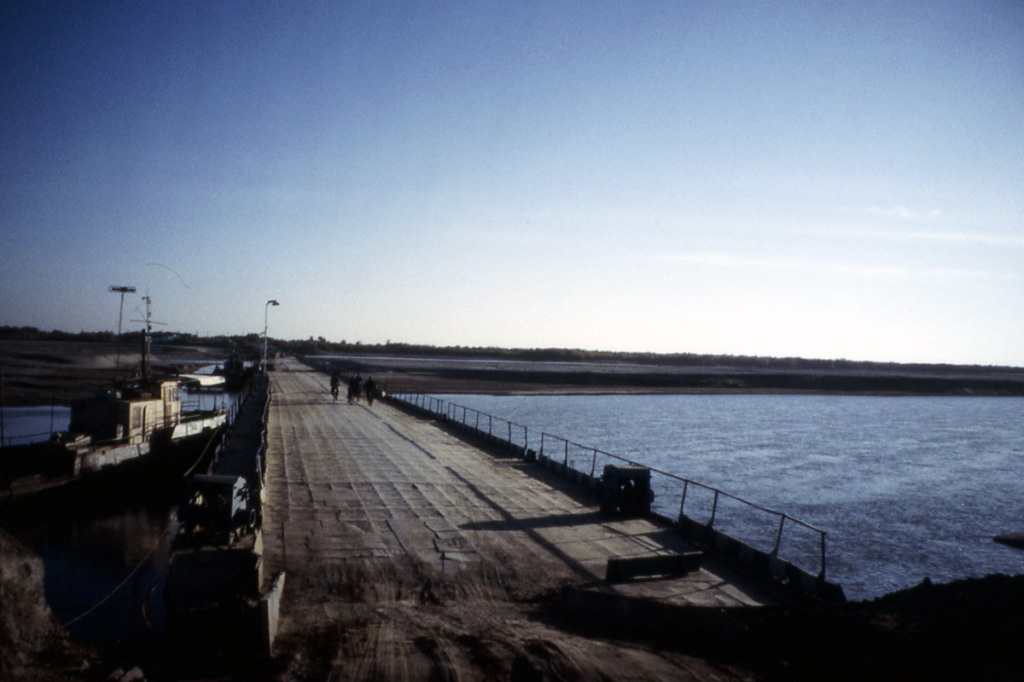
Pont de ponts al riu Amu prop d'Urganch, el 2014 va ser substituït pel pont estacionari.

Els 534.769 km² de la conca hidrogràfica de l'Amudarià inclouen la major part del Tadjikistan, la cantonada sud-oest de Kirguizstan, la cantonada nord-est de l'Afganistan, una part estreta de l'est de Turkmenistan i la meitat occidental de l'Uzbekistan. Part de la divisió de la conca de l'Amudarià al Tadjikistan forma la frontera d'aquest país amb la Xina (a l'est) i el Pakistan (al sud). Al voltant del 61% de la conca es troba a Tadjikistan, Uzbekistan i Turkmenistan, mentre que el 39% es troba a l'Afganistan.
L'aigua abundant que flueix a l'Amudarià prové gairebé íntegrament de les glaceres de les muntanyes del Pamir i Tian Shan, que, situades per sobre de la plana àrida circumdant, recullen la humitat atmosfèrica que, d'altra manera, probablement s'escaparia a un altre lloc. Sense les seves fonts d'aigua de muntanya, l'Amudarià no existiria, perquè poques vegades plou a les terres baixes per on passa la major part del riu. De la superfície hidrogràfica total, només uns 200.000 km² aporten aigua activament al riu. Això es deu al fet que molts dels principals afluents del riu (especialment el riu Zarafxan) s'han desviat, i bona part del drenatge del riu és àrid. A la major part de l'estepa, la pluja anual és d'uns 300 mm.

## Història
A l'Antiguitat, els Oxus van tenir un paper important en la història de Pèrsia i en la campanya d'Alexandre el Gran. El primer explorador que va portar informació a Occident va ser el geògraf francès Thibaut Viné el 1856. Va fer nombroses expedicions al voltant del tram del riu des de Türkmenabat fins a Guneshoba (a la frontera entre Turkmenistan i Afganistan).
Se suposa que el curs del riu va canviar a causa d'un terratrèmol i que una vegada va desembocar al mar Caspi. La seva antiga vall baixa és l'Uzboi.
El nom Amu Darya prové de l'antic nom de la ciutat de Türkmenabat, Āmul; s'associa amb darya, que significa 'riu' en persa.
Segons les estadístiques de Kazakh de la Unió Soviètica, Amu Darya, el volum mitjà de cabal per al període 1911-1960, considerat com a natural és 43 km³. L'Institut Hidrològic Soviètic estima el cabal que es forma de manera natural a la conca d'aquest riu a 54 km³. Però des de l'època considerada natural, el riu ja patia pèrdues per les retirades humanes i també per la important evaporació que es produeix a la xarxa de canals de cabal del camp d'inundació, l'Amudarià té el seu cabal màxim a l'estiu. En el període d'intensa influència antropogènica posterior a la Segona Guerra Mundial, el volum mitjà d'escorrentia anual va caure a 33 km³ durant el període 1961-1970, després a 15,5 km³ el 1971-1980. A la dècada de 1980, diversos anys es va produir una absència total de cabal cap al mar. Sense arribar a aquesta situació extrema, tots els rius de la conca Aralo-Caspi estan experimentant aquesta evolució.

## Literatura
| « | El soroll de la batalla va arribar al cel La sang dels bengalis fluïa com el riu Jaihun. | » |
| — Mirza Nathan descrivint una batalla entre l'Imperi Mughal i Musa Khan de Bengala (traduït per M. I. Borah), Baharistan-i-Ghaibi |                                                                                          |   |

El riu Oxus i el poema d'Arnold encenen la imaginació dels nens que s'aventuren amb ponis pels erms del West Country al llibre infantil dels anys trenta The Far-Distant Oxus. Hi va haver dues seqüeles, Escape to Persia i Oxus in Summer.
El diari de viatge de 1937 de Robert Byron, The Road to Oxiana, descriu el viatge de l'autor des del Llevant a través de Pèrsia fins a l'Afganistan, amb l'Oxus com a objectiu declarat, veure certs monuments famosos, principalment el Gonbad-e Qabus, una torre construïda com a un mausoleu per a un antic rei.
Flashman at the Charge de George MacDonald Fraser, (1973), situa Flashman a l'Amudarià i al mar d'Aral durant l'avanç (fictici) rus sobre l'Índia durant el període El Gran Joc.